# Urgleptes mancus
Urgleptes mancus är en skalbaggsart som först beskrevs av Julius Melzer 1932.  Urgleptes mancus ingår i släktet Urgleptes och familjen långhorningar.
Artens utbredningsområde är Uruguay. Inga underarter finns listade i Catalogue of Life.